# Ринковий соціалізм
Ринковий соціалізм - течія соціалізму, що виступає за поєднання суспільної власності на засоби виробництва з широким застосуванням ринкових механізмів в економіці – наприклад, зосереджуючи виробництво в автономних робітничих кооперативах, що вступають у конкуренцію між собою. Таким чином, як сподіваються, можна поєднати розподільчі i демократичні цілі соціалізму з ефективними спонукальними властивостями ринкової конкуренції.
На початку 1950-х років керівництво Югославії проголосило курс на створення моделі соціалізму, ключовим елементом якої стало «робоче самоврядування» підприємств, що мають можливість вибирати найбільш вигідні умови реалізації своєї продукції, включаючи доступ до зовнішніх ринків, при збереженні державного планування. Головним теоретиком «югославської моделі» став Е. Кардель. Під впливом югославського досвіду американський економіст Я. Ванек почав розробку «загальної теорії ринкового господарства, керованого робочими»
В ході «Празької весни» була розпочата економічна реформа в Чехословаччині, координатором якої був призначений О. Шик, прихильник ідей ринкового соціалізму. Після введення радянських військ реформа була припинена.
У 1992 керівництво Комуністичної партії Китаю проголосила курс на створення в КНР «соціалістичної ринкової економіки».
У 1956 священник Хосе Марія Арісмендіарріета заснував Мондрагонську корпорацію, упоряджену за принципами ринкового кооперативного соціалізму. У 2015 у компанії налічувалось 74,335 працівників.